# دونالد ديفيس
دونالد ديفيس (بالإنجليزية: Donald Davies)‏ ولد في 7 يونيو 1924 وتوفيّ 28 مايو 2000 (75 سنة)
```
عالم حاسوب 
ويلزي
 كان موظّفاً في 
مختبر الفيزياء القومي
 في 
المملكة المتحدة
. في العام 1965م، طوّر مبدأ 
تبديل الرزم
، وهو الطريقة الأكثر استعمالاً 
لنقل البيانات
 في شبكات البيانات على المستوى العالمي وقد طبق هذا المبدأ في 
شبكة مختبر الفيزياء القومي
 في نهاية الستينات من القرن العشرين. لاحقاً أشاد مُطورو 
شبكة الأربانت
 بأفكار ديفيس التي ألهمتهم في تطوير وتشغيل الشبكة التي سبقت ومهدت لظهور 
شبكة الإنترنت
.
```

## التاريخ الوظيفي

### تصميم شبكة تبديل الرزم
في عام 1965، طور ديفيز فكرة تبديل الرزم، وتقسيم رسائل الكمبيوتر إلى حزم يتم توجيهها بشكل مستقل عبر شبكة، وربما عبر طرق مختلفة، ويتم تجميعها في الوجهة.
```
من دون علمه، كان 
بول باران
 من 
مؤسسة راند
 في الولايات المتحدة يعمل أيضًا على مفهوم مماثل، عندما علم بعمل ديفيز أقر بأنهما اكتشفا نفس المفهوم.
[
10
]
```

استخدم ديفيس كلمة «الرزم» بعد التشاور مع أحد اللغويين لأنه كان من الممكن ترجمتها إلى لغات أخرى غير اللغة الإنجليزية دون تسوية.
جاءت رؤية ديفيس الرئيسية في إدراك أن حركة مرور شبكة الكمبيوتر كانت بطبيعتها «ممتلئة» بفترات من الصمت، مقارنة بحركة الهاتف الثابتة نسبيًا. قام بتصميم واقتراح شبكة بيانات وطنية على أساس تبديل الرزم في اقتراحه لعام 1966 لتطوير خدمة اتصالات وطنية لمعالجة البيانات عبر الإنترنت.
في عام 1966، عاد إلى المختبر الفيزيائي الوطني في تدينغتون خارج لندن مباشرة، حيث ترأس وتحول نشاطه الحاسوبي.
أصبح مهتمًا باتصالات البيانات بعد زيارة معهد ماساتشوستس للتكنولوجيا، حيث رأى أن هناك مشكلة كبيرة في أنظمة الكمبيوتر الجديدة للمشاركة الزمنية هي تكلفة إبقاء اتصال الهاتف مفتوحًا لكل مستخدم. كان ديفيس أول من وصف مفهوم «واجهة الكمبيوتر»، والمعروف اليوم باسم جهاز التوجيه.
جذبت أعماله في مجال تبديل الرزم، الذي قدمه زميله روجر سانتلبري، اهتمام مطوري أربانت، وهي شبكة دفاع أمريكية، في مؤتمر في جاتلينبرج، تينيسي، في أكتوبر 1967. في تقرير Scantlebury الذي أعقب المؤتمر، أشار إلى «يبدو أن الأفكار الواردة في ورقة NPL في الوقت الحالي أكثر تقدماً من أي اقتراح في الولايات المتحدة الأمريكية». قام لاري روبرتس من وكالة مشاريع البحوث المتقدمة بالولايات المتحدة بتطبيق مفاهيم ديفيز الخاصة بتبديل الرزم في أواخر الستينيات لصالح أربانت، التي أصبحت سلفًا للإنترنت.
قدم ديفيز أفكاره الخاصة حول تبديل الحزم في مؤتمر عقد في أدنبرة في 5 أغسطس 1968. في NPL ، ساعد ديفيس في بناء شبكة بتبديل الرزم (Mark I NPL network). تم استبداله بالمارك II في عام 1973، وظل يعمل حتى عام 1986، مما أثر على الأبحاث الأخرى في المملكة المتحدة وأوروبا.
كان باران سعيدًا بالاعتراف بأن ديفيز قد توصل إلى فكرة مشابهة له بشكل مستقل. في رسالة بريد إلكتروني إلى ديفيس كتب
أنت وأنا نشارك وجهة نظر مشتركة حول ماهية تبديل الحزمة، حيث توصلت أنت وأنا بشكل مستقل إلى نفس المقومات.
ليونارد كلينروك، وهو عامل معاصر في تحليل تدفق الرسائل باستخدام نظرية الأرتال، طور أساسًا نظريًا لتشغيل شبكات تبديل الرزم في رسالته الدكتوراه خلال 1961-2، التي نُشرت ككتاب في عام 1964. ومع ذلك، فإن ادعاء كلاينروك في وقت لاحق بأنه طور الأساس النظري لشبكات تبديل الرزم هو موضع خلاف من قبل البعض،  بما في ذلك روبرت تايلور،  باران  وديفيز. القاعة الوطنية للمخترعين المشاهير بالولايات المتحدة، والتي تعترف بالمخترعين الذين يحملون براءة اختراع أمريكية للتكنولوجيا المهمة للغاية، تسجل دونالد ديفيز وبول باران كمخترعين لتحويل الرزم الرقمية.

### العمل لاحقا
تخلى ديفيز عن مسؤولياته الإدارية في عام 1979 للعودة إلى البحث، أصبح مهتمًا بشكل خاص بأمن الحاسوب، تقاعد من NPL في عام 1984، وأصبح مستشارًا رائدًا في أمن البيانات في القطاع المصرفي. [10] جنبا إلى جنب مع ديفيد O. كلايدن، صمموا خوارزمية مصادقة الرسائل (MAA)،رمز مصادقة الرسائل المبكرة التي تم اعتمادها كمعيار دولي ISO 8731-2 في عام 1987. في عام 1987، أصبح أستاذًا زائرًا في رويال هولواي وكلية بيدفورد الجديدة.

## التعليم
تعلم في إمبريال كوليدج لندن

## جوائز
حصل على جوائز منها:
- جائزة IEEE للإنترنت (2000)
- قائد وسام الامبراطورية البريطانية
- زمالة الجمعية الملكية.